# Befunolol
Befunolol (INN) là một thuốc chẹn beta với hoạt động giao cảm nội tại được sử dụng trong quản lý bệnh tăng nhãn áp góc mở. Nó cũng hoạt động như một chất chủ vận từng phần β adrenoreceptor. Befunolol được giới thiệu tại Nhật Bản vào năm 1983 bởi Kakenyaku Kako Co. dưới tên thương mại là Bentos.